# 森祐介 (タレント)
森 祐介（もり ゆうすけ、1990年11月25日 - ）は、日本のモデル、Viner。鹿児島県出身。ワーナーミュージックエージェンシー所属。
愛称は、「もりすけ」「残念なイケメン」。
2015年6月より『street Jack』専属モデル。

## 略歴
福岡県在住。
会社員として働く傍ら、2013年12月24日クリスマスイヴに一人で焼き肉を食べていた時のあまりの暇さに、
テレビで見たことのあったスマートフォンアプリVineを使い焼肉を撮ったことがきっかけで動画投稿を始める。
食事後帰宅すると、更なる暇さによりネタ動画の投稿も開始した。
2014年9月に投稿した「バスケしようぜ！」という動画が火付け役となり、爆発的にフォロワー数が増加。
その後も「文系ｖｓ理系ｖｓ体育会系」シリーズや「女の本音」シリーズなどが話題となった。
2015年4月、レコード会社ワーナーミュージックが立ち上げた芸能プロダクション・ワーナーミュージックエージェンシーに所属。
同時期に撮影された男性ファッション誌『street Jack』のファッションスナップがきっかけとなり、2015年6月同誌の専属モデルに抜擢される。

## 人物
小学校の頃からMr.ビーンが好きで、よくマネをしていた。
そのため表情筋が鍛えられ変顔が習慣づいている。
身長182cmのイケメンながら、投稿する動画の中では強烈な変顔を披露したり、女装したり、パンツ一枚での撮影もこなしており、それらを見た大学の友人から「黙ってればイケメンなのにね～」と言われたことに端を発し「残念なイケメン」と言われるようになる。
森祐介を略して、もりすけと名乗っているが、これは大学時代の愛称である。
尚、もりすけという同名の芸能人がいる。

## 参照
- Vine2億ループ「日本一残念なイケメン」もりすけに新展開 - モデルプレス
- 「残念なイケメン」もりすけ、専属モデルに 西日本一のViner - オリコンスタイル